# Savinskij
Savinskij (in lingua russa Савинский) è una città situata in Russia, nell'Oblast' di Arcangelo, più precisamente nel Pleseckij rajon.